# Pendentif de Mália
Le pendentif de Mália est un pendentif en or trouvé dans une tombe en 1930  à Chrysólakkos (en) près de Mália, en Crète. Il date de la civilisation minoenne, 1800-1650 av. J.-C. Il a été découvert par des archéologues français et a été décrit pour la première fois par Pierre Demargne,. Il est aussi appelé « Les abeilles de Malia ».
Le pendentif, qui faisait peut-être à l'origine partie d'un collier, d'une boucle d'oreille ou d'une épingle, prend la forme de deux insectes, symétriques (en miroir) joints tête-à-tête avec les extrémités de leurs abdomens se touchant presque dans un arrangement héraldique. Les ailes des insectes se déploient vers l'arrière. Des bords inférieurs des ailes et d'un point proche de la pointe de l'abdomen pendent trois disques. Avec leurs pattes, les insectes saisissent un disque circulaire placé au centre et un deuxième globule plus petit et lisse est placé au-dessus de celui-ci et entre les têtes des insectes comme s'ils le mangeaient,. Le pendentif est exposé au musée archéologique d'Héraklion, sur l'île de Crète en Grèce. C'est probablement le bijou minoen le plus célèbre.

## Identification des insectes
Les insectes ressemblent à des guêpes ou des abeilles. La croyance selon laquelle le pendentif représente des abeilles est la raison pour laquelle il est également connu sous le nom de « pendentif des abeilles ». Un article indique que les insectes ne sont pas des abeilles, mais appartiennent certainement au groupe plus large des hyménoptères,. Il a été suggéré que l'orfèvre aurait utilisé la guêpe mammouth Megascolia maculate comme modèle. Pour les trois disques en suspension, une plante est proposée comme modèle, et en particulier les fruits de Tordylium apulum. Les archéologues soulignent que l’art minoen déforme souvent les formes pour obtenir un effet artistique. Les insectes ressemblent également à la manière dont les Égyptiens, avec lesquels les Minoens partagent de nombreuses conventions artistiques, représentent les abeilles, avec un thorax et un abdomen allongés, un peu comme les guêpes.
Sur le plan thématique, la présence du miel est significative, car il était important dans la culture minoenne. D'après les tablettes d'archives retrouvées à Cnossos, des offrandes de miel étaient faites à la déesse Éleuthia. Le kernos (table d'offrande) du temple de Malia était utilisé pour offrir de petites quantités de céréales et d'autres produits agricoles, y compris du miel, à la divinité. Le miel était également présent dans les perceptions minoennes de l'au-delà, certains objets provenant de tombes ressemblant ou incluant des images en nid d'abeille. Le pendentif de Malia, en supposant que les insectes soient des abeilles, représenterait alors une version abrégée du cycle de production du miel. Les abeilles étaient également importantes dans l’économie minoenne. Le miel produit était la principale source de sucre des Minoens, et leur fournissait une source de nourriture avec un indice nutritionnel élevé. Le miel a peut-être également été utilisé comme additif aux boissons alcoolisées telles que le vin chaud, ce qui rend le miel important pour plusieurs aspects de la vie au sein de la culture minoenne.
Les insectes, et les abeilles en particulier, portaient également un symbolisme particulier au sein de la religion minoenne. Tout comme la religion égyptienne, la religion minoenne met l'accent sur le renouveau, ce qui conduit à une fascination pour le cycle de vie des insectes, car leur croissance est rendue tangible non pas par la croissance en taille mais par leurs métamorphoses. Chez les insectes, la continuation du cycle de la vie et de la mort s'effectue par régénération, un concept important dans le système de croyances minoen. Les abeilles étaient également un attribut ou un symbole d'une déesse minoenne, faisant référence à son rôle dans la régénération. L'habitude des abeilles d'essaimer ainsi que leur production de miel ont également contribué à leur utilisation comme symbole, comme dans le pendentif de Malia.